# Zakaria Ben Mustapha
Zakaria Ben Mustapha, né le 7 juillet 1925 et mort le 4 juin 2019, est un homme politique tunisien.

## Biographie
En 1963, Zakaria Ben Mustapha est nommé à la tête de la station océanographique de Salammbô, promue en Institut national scientifique et technique d'océanographie et de pêche.
Il est, de 1967 à 1969, gouverneur de Gabès puis, de 1969 à 1970, gouverneur de Sfax. De 1980 à 1986 il est maire de Tunis et préside l'Association de sauvegarde de la médina de Tunis.
Du 12 mai 1986 au 29 septembre 1987, il est ministre de la Culture et de l'Information. Il est à nouveau ministre de la Culture du 2 octobre 1987 au 12 avril 1988.
En décembre 2000, il devient, en remplacement de Rachid Driss, président du Comité supérieur des droits de l'homme et des libertés fondamentales, fonction qu'il occupe jusqu'en janvier 2007, date à laquelle il est remplacé par Moncer Rouissi. À cet effet, il est chargé en 2002 par le président Zine el-Abidine Ben Ali de lui remettre un rapport sur la situation dans les prisons. Le rapport en question n'a pas été publié, même si Ben Ali promet de mettre en place certaines de ses recommandations. En 1995, « lorsque les prisons étaient probablement dans leur pire état » selon Clement Henry, Zakaria Ben Mustapha avait rendu un rapport où il affirmait que la situation dans les prisons répondait aux normes internationales.